# 霍华德·埃斯利
霍华德·乔纳森·埃斯利（英語：Howard Jonathan Eisley，1972年12月4日—），美国NBA联盟前职业篮球运动员。他在1994年的NBA选秀中第2轮第3顺位被明尼苏达森林狼选中。